# Devlin (rappeur)
Devlin, de son nom complet James Devlin, né le 7 mai 1989 à Bermondsey, est un rappeur anglais s'illustrant dans la musique grime.

## Biographie

### Jeunesse
James Devlin naît le 7 mai 1989 à Bermondsey d'un père cariste et d'une mère employée municipale. Il grandit à Dagenham.

### Carrière
Devlin débute le rap sous le pseudonyme de Devastation.
À l'âge de 15 ans, il rejoint le collectif de rap grime OT Crew, puis le collectif The Movement aux côtés de Ghetts (en), Wretch 32 (en), Scorcher (en) et Mercston, en 2006,. Il sort sa première mixtape la même année, à l'âge de 17 ans, intitulée Tales From the Crypt.
En 2010, Devlin signe sur le label Island Records, filiale d'Universal Music. La même année, il sort son premier album studio : Bud, Sweat and Beers.
En février 2013, Devlin publie son deuxième album studio, A Moving Picture.
Après plusieurs années de pause, Devlin fait son retour en février 2017 avec l'album The Devil In,,.
En 2019 paraît The Outcast, son 4e album studio.
Le 11 février 2022, le rappeur sort l'album studio Eyes for the Blind.
Après avoir annoncé sa retraite en mars 2022, Devlin se rétracte finalement quatre mois plus tard et annonce la parution prochaine d'un nouvel album, intitulé The James Devlin Album.

## Discographie

### Albums studio
- 2010 : Bud, Sweat and Beers
- 2013 : A Moving Picture
- 2017 : The Devil In
- 2019 : The Outcast
- 2022 : Eyes for the Blind

### Mixtapes
- 2006 : Tales from the Crypt
- 2008 : The Art of Rolling